# Long Tall Ernie and the Shakers

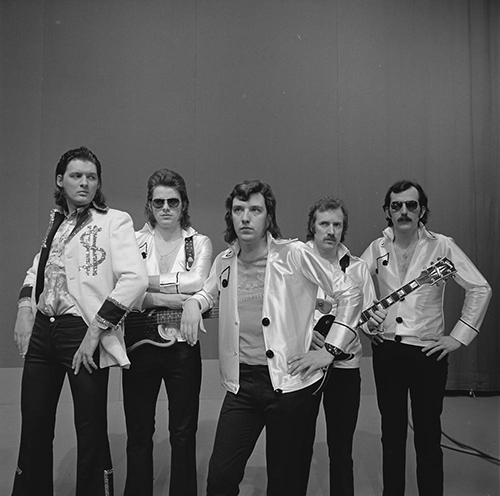
Long Tall Ernie and the Shakers in 1974. V.l.n.r.: Arnie Treffers, Ruud van Buuren, Jan Rietman, Alfons Haket en Alan Macfarlane

Long Tall Ernie and the Shakers was een Arnhemse rock-'n-rollband.

## Biografie
The Moans, genoemd naar een nummer van Art Blakey, was midden jaren 60 een muzikale uitspatting van een aantal Arnhemse Kunstacademiestudenten. De band had vanaf het eerste uur onder meer pianist Herman Brood in de gelederen. Nadat Brood zijn carrière voortzette bij Cuby and the Blizzards, ging The Moans nog enige tijd verder als Moan en als Moan Nightmare. Moan mondde in 1972, bij wijze van grap, uit in Long Tall Ernie and the Shakers.
Bij optredens speelde Moan voor de pauze progressieve popmuziek om daarna, verkleed als rockers, terug te komen voor rock-'n-rollcovers onder de naam Long Tall Ernie and the Shakers. Frontman werd Arnie Treffers (Long Tall Ernie), leadgitarist Alfons Haket (alias Alfie Muscles), bassist Henk Bruijsten (Hank the Knife) en -korte tijd later- drummer Alan Macfarlane (Tenderfoot Macfarlane). Kort daarna werd Jan Rietman, bij The Shakers Jumping Johnny genoemd, als pianist toegevoegd.  
In een aflevering van het VPRO-tv-programma Het Gat van Nederland in 1972 werd de grap door regisseur Theo Uittenbogaard visueel gedocumenteerd met opnamen van de Shakers in het beruchte Arnhemse Spijkerkwartier, met jakkerende auto's en motoren, vechtpartijen en handtastelijkheden en besloten met een stomend optreden in het Amsterdamse Concertgebouw.
In 1973 werden de zaken anders aangepakt. Onder leiding van manager Rein Muntinga verdween Moan uit het voorprogramma en met een publiciteitscampagne werden de Shakers bekend als ruige rock-'n-rollband. Geruchten over agressieve bandleden en vechtpartijen samen met wilde optredens deden hun werk. Ze scoorden successen met singles als Big Fat Mama, Get Yourself Together en Allright. In Duitsland volgden televisieoptredens en concerten.
Vanaf 1974 ging Bruijsten zijn eigen weg als Hank the Knife & the Jets en zanger Treffers maakte een soloalbum. Rietman vertrok hetzelfde jaar,  Haket het jaar daarop en Macfarlane vertrok in 1978, na hun grootste hit, Do you remember (geproduceerd door Jaap Eggermont). Dit nummer werd in 1977 de hit van het jaar in de Nationale Hitparade. In dat jaar werd de rock-'n-rollact afgeschaft. Van de nieuwe lichting muzikanten begonnen gitarist Jos Jaspers en drummer Eugene Arts een nieuwe band onder de naam Turbo. In 1980 bracht de groep onder de naam The Block, vanwege contractuele verwikkelingen met Polydor, een single uit in Duitsland.
In 1982 viel het doek voor de Shakers. Rietman ging verder als pianist van het Los Vast-orkest en presentator van het NCRV-programma Los Vast. Bruijsten, Haket en Macfarlane troffen elkaar later weer in Hank the Knife and the Jets.
In 1995 overleed Treffers op 48-jarige leeftijd aan longkanker.

## Bezetting
- Originele bezetting
  - Alan Macfarlane - drums
  - Alfons Haket - gitaar
  - Arnie Treffers - zang
  - Henk Bruijsten - basgitaar
  - Jan Rietman - piano

- Overige muzikanten
  - Robby Verweij - basgitaar
  - Ruud van Buuren - basgitaar
  - Tony Britnell - saxofoon / piano
  - Jos Jaspers - gitaar
  - Carl Carlton - gitaar
  - Eugene Arts - drums
  - Jan Pijnenburg - drums
  - Chris Meurs - drums
  - Fred Brouwer - gitaar

## Discografie

### Albums
| Album met eventuele hitnotering(en) in de Nederlandse Album Top 100 | Datum van verschijnen | Datum van binnenkomst | Hoogste positie | Aantal weken | Opmerkingen          |
| ------------------------------------------------------------------- | --------------------- | --------------------- | --------------- | ------------ | -------------------- |
| Put On Your Rockin' shoes                                           | 1972                  |                       | -               |              |                      |
| Greatest Hits                                                       | 1972                  |                       | -               |              | Verzamelalbum        |
| It's A Monster                                                      | 1973                  |                       | -               |              |                      |
| Arnie                                                               | 1974                  |                       | -               |              | Arnie Solo           |
| In The Night                                                        | 1976                  |                       | -               |              |                      |
| Do You Remember                                                     | 1977                  | 8-10-1977             | 9               | 13           |                      |
| Those Rockin' Days                                                  | 1978                  |                       | -               |              |                      |
| Meet The Monsters                                                   | 1979                  | 28-4-1979             | 38              | 5            |                      |
| The Best                                                            | 1979                  |                       | -               |              | Verzamelalbum        |
| The Dreamer                                                         | 1984                  |                       | -               |              | Arnie Solo           |
| My Golden Years Of Rock and Roll                                    | 1993                  |                       | -               |              | rerecordings / Arnie |
| The Demo Recordings                                                 | 1994                  |                       | -               |              |                      |
| Call Me Old Fashioned - Danish release only                         | 1994                  |                       | -               |              | Arnie Solo           |
| Original Hit Recordings                                             | 1995                  |                       | -               |              | Verzamelalbum        |

### Singles
| Single met eventuele hitnotering(en) in de Nederlandse Top 40 | Datum van verschijnen | Datum van binnenkomst | Hoogste positie | Aantal weken | Opmerkingen                                                           |
| ------------------------------------------------------------- | --------------------- | --------------------- | --------------- | ------------ | --------------------------------------------------------------------- |
| Kiss Me Baby                                                  | 1972                  |                       | tip             |              |                                                                       |
| Every Night (I'm Lonely)                                      | 1972                  |                       | -               |              |                                                                       |
| Motor Man                                                     | 1972                  |                       | -               |              |                                                                       |
| You Should Have Seen Me (Rock 'n' Rollin')                    | 1973                  | 7-4-1973              | 16              | 5            | #14 in de Daverende 30                                                |
| Turn your radio on                                            | 1973                  | 7-7-1973              | 17              | 5            | #12 in de Daverende 30                                                |
| Big fat mama                                                  | 1973                  | 1-12-1973             | 11              | 9            | #14 in de Daverende 30                                                |
| 4 Tophits (EP)                                                | 1973                  |                       |                 |              |                                                                       |
| Motorride                                                     | 1974                  | 6-4-1974              | tip             |              |                                                                       |
| Tucson                                                        | 1974                  |                       | -               |              | Arnie Solo                                                            |
| Daddy                                                         | 1974                  |                       | -               |              | Arnie Solo                                                            |
| Get Yourself Together                                         | 1975                  | 29-3-1975             | 9               | 7            | #12 in de Nationale Hitparade / Alarmschijf                           |
| Rockin' Rocket                                                | 1975                  | 4-10-1975             | 29              | 4            |                                                                       |
| Operator Operator (Get Me A Line)                             | 1975                  | 10-1-1976             | 13              | 6            | #12 in de Nationale Hitparade / 1e AVRO's Radio en TV-Tip Hilversum 3 |
| Allright (Makin' Love In The Middle Of The Night)             | 1976                  | 14-8-1976             | 10              | 8            | #9 in de Nationale Hitparade                                          |
| Get It In                                                     | 1976                  |                       | tip             |              |                                                                       |
| Ballerina                                                     | 1977                  | 26-3-1977             | 29              | 4            | #25 in de Nationale Hitparade                                         |
| Do you remember                                               | 1977                  | 10-9-1977             | 1(4wk)          | 14           | Hit van het jaar in Nationale Hitparade                               |
| Golden Years Of Rock & Roll                                   | 1978                  | 3-6-1978              | 6               | 9            | #5 in de Nationale Hitparade / Alarmschijf                            |
| Rock Me                                                       | 1979                  |                       | tip             |              |                                                                       |
| Voodoo Stomp                                                  | 1979                  |                       | -               |              |                                                                       |
| Witches (Hubble Bubble)                                       | 1979                  |                       | tip             |              | #47 in de Nationale Hitparade                                         |
| Dance All Night                                               | 1980                  |                       | nvt             |              | Alleen in Duitsland als The Block                                     |
| Let's Do It Together                                          | 1980                  |                       | -               |              |                                                                       |
| Devil In Blue Jeans                                           | 1981                  |                       | -               |              |                                                                       |
| Alright Okay                                                  | 1982                  |                       | -               |              |                                                                       |
| Don't tell me (you love me)                                   | 1984                  |                       | -               |              | Arnie Solo                                                            |
| Rock 'n' Roll will never die                                  | 1990                  |                       | -               |              | Arnie Solo                                                            |
| Lolita                                                        | 1991                  |                       | -               |              | Arnie Solo                                                            |
| Made In Holland                                               | 1993                  |                       | -               |              | Medley                                                                |
| Motorride                                                     | 1994                  |                       | -               |              | rerecording Arnie                                                     |

### NPO Radio 2 Top 2000
| Nummer met noteringen in de NPO Radio 2 Top 2000 | '99 | '00 | '01  |
| ------------------------------------------------ | --- | --- | ---- |
| Do You Remember                                  | 952 | 951 | 1762 |

1. ↑  Een vetgedrukt getal geeft de hoogste notering aan.
2. ↑  Deze tabel is bijgewerkt tot en met de laatste editie (2024).